# 马都拉国

马都拉国国旗

马都拉国在印度尼西亚联邦共和国的位置

马都拉国（马都拉语：Naghârâ Madhurâ）是1948年1月23日在印度尼西亚马都拉岛上建立的一个政治实体。1948年2月20日，成为荷兰试图在印度尼西亚民族革命期间重建的荷属东印度殖民地的一部分。1949年，成为印度尼西亚联邦共和国成员国。1950年3月9日，并入印度尼西亚共和国。
该国的疆域包括马都拉岛及周边岛屿，这些岛屿现在是东爪哇省的一部分。